# 잡스 (교양 프로그램)
《잡스》는 2017년 3월 2일부터 2017년 6월 1일까지 방송되었던 예능 프로그램이고, 다양한 직업인을 초대해 세상의 모든 직업에 대한 궁금증을 속 시원히 파헤치는 프로그램이다. 시즌 1으로 방송되었다.